# Albrecht Fryderyk Habsburg
Albrecht Fryderyk Rudolf (niem. Albrecht Friedrich Rudolf Dominik Erzherzog von Österreich, Herzog von Teschen) (ur. 3 sierpnia 1817 w Wiedniu, zm. 18 lutego 1895 w Arco) – austriacki arcyksiążę, książę cieszyński, marszałek polny cesarskiej i królewskiej Armii oraz armii rosyjskiej i pruskiej.

## Życiorys
Albrecht był najstarszym synem arcyksięcia Karola, zwycięzcy spod Aspern i jego małżonki Henrietty Nassau-Weilburg. Jako dowódca wojsk w Dolnej i Górnej Austrii oraz Salzburgu brał udział w walkach w okresie Wiosny Ludów. Następnie w latach 1851-1860 był gubernatorem Węgier.
4 kwietnia 1863 został mianowany na stopień marszałka polnego. 3 lipca 1874 otrzymał tytuł marszałka polnego Armii Imperium Rosyjskiego, a 27 września 1893 także tytuł generała marszałka polnego Armii Cesarstwa Niemieckiego.
W 1866 roku został mianowany dowódcą wojsk cesarskich na froncie włoskim, gdzie odniósł zwycięstwo pod Custozą. To ostatnie wielkie zwycięstwo w dziejach monarchii habsburskiej okryło go chwałą.
Marszałek Albrecht był szefem:
- Węgierskiego Pułku Piechoty Nr 44 (1830–1895),
- Pułku Dragonów Nr 4 (1875–1895),
- Pułku Haubic Polowych Nr 5 (1887–1895),
- 5 Litewskiego Pułku Ułanów(inne języki) (1839–1895),
- 2. Wschodniopruskiego Pułku Grenadierów Nr 3 (1859–1895),
- 5. Bawarskiego Pułku Szwoleżerów(inne języki) (1886–1895),
- 4. Saskiego Pułku Piechoty Nr 103.

Po śmierci, jego imię otrzymał „na wieczne czasy” wspomniany Węgierski Pułk Piechoty Nr 44 i Pułk Haubic Polowych Nr 5 oraz Galicyjsko-Bukowiński Pułk Dragonów Nr 9.
Od 1847 roku był księciem cieszyńskim. Jako taki popierał rozwój przemysłu (m.in. hut w Ustroniu i Trzyńcu oraz tartaków parowych i wodnych w Cieszynie i Jabłonkowie). Wsparł także budowę szpitala w Cieszynie oraz kościoła ewangelickiego w Trzyńcu. W połowie XIX w. stał się właścicielem d. dworu starostów lipnickich w Lipniku, który z jego inicjatywy został przekształcony w późnoklasycystyczny pałac z zespołem parkowym. Z jego inicjatywy w 1856 r. powstał także w Żywcu istniejący do dziś browar. W 1878 roku odkupił od rodziny Saint Genois d'Anneaucourt dobra dawnej królewszczyzny lanckorońskiej.
Celem sprowadzenia jego zwłok po śmierci Towarzystwo Pogrzebowe w Wiedniu zamówiło pogrzebowy wagon salonowy, które wykonało Pierwsze Galicyjskie Towarzystwo Akcyjne Budowy Wagonów i Maszyn w Sanoku. Został pochowany w Wiedniu. Jego pomnik znajduje się koło muzeum Albertina.

## Ordery i odznaczenia
- Order Złotego Runa (Austro-Węgry)
- Order Marii Teresy I klasy (Austro-Węgry)
- Order Marii Teresy II klasy (Austro-Węgry)
- Order Świętego Stefana I klasy (Austro-Węgry)
- Krzyż Zasługi Wojskowej (Austro-Węgry)
- Medal Wojenny (Austro-Węgry)
- Odznaka za Służbę Wojskową II klasy (Austro-Węgry)
- Order Świętego Józefa (Toskania)
- Order Świętego Jerzego (Rosja)
- Order Świętego Andrzeja Apostoła (Rosja)
- Order Świętego Aleksandra Newskiego (Rosja)
- Order Orła Białego (Rosja)
- Order Świętej Anny I klasy (Rosja)
- Order Świętego Włodzimierza I klasy (Rosja)
- Order Legii Honorowej I klasy (Francja)
- Order Osmana I klasy z brylantami (Turcja)
- Order Krzyża Południa I klasy (Brazylia)
- Order Orła Czarnego (Prusy)
- Order Orła Czerwonego I klasy (Prusy)
- Order Zasługi Wojskowej I klasy (Prusy)
- Order Annuncjaty (Włochy)
- Order Świętego Huberta (Bawaria)
- Order Maksymiliana Józefa (Bawaria)
- Order Korony I klasy (Wirtembergia)
- Order Zbawiciela I klasy (Grecja)
- Order Leopolda I klasy (Belgia)
- Order Wieży i Miecza I klasy (Portugalia)
- Order Świętego Jerzego I klasy (Hanower)
- Order Gwelfów I klasy (Hanower)
- Order Świętego Ferdynanda I klasy (Sycylia)
- Order Wierności I klasy (Badenia)
- Order Ludwika I klasy (Hesja)
- Order Sokoła Białego I klasy (Saksonia-Weimar)
- Order Złotego Lwa I klasy (Nassau)
- Order Henryka Lwa I klasy (Brunszwik)
- Order Wojskowy Wilhelma I klasy (Holandia)
- Medal Pamiątkowy Papieski (Państwo Kościelne)

Źródło:

## Małżeństwo i dzieci
Jego żoną była Hildegarda Bawarska (1825–1864), księżniczka Bawarii, z którą miał troje dzieci:
- Marię Teresę (15 lipca 1845 – 8 października 1927), żonę księcia Filipa Wirtemberskiego (1838–1917);
- Karola (3 stycznia 1847 – 19 lipca 1848);
- Matyldę (25 stycznia 1849 – 6 czerwca 1867), zginęła w pożarze zająwszy się ogniem od papierosa (który próbowała ukryć, przyłapana na gorącym uczynku).